# ویلیام نوئل بنسون
ویلیام نوئل بنسون (انگلیسی: William Noel Benson؛ ۲۶ دسامبر ۱۸۸۵ – ۲۰ اوت ۱۹۵۷) یک دانشمند در زمینه زمین شناسی و کانی شناسی اهل استرالیا بود.